# Parral Villa Baviera Airport
Parral Villa Baviera Airport är en flygplats i Chile.   Den ligger i provinsen Provincia de Linares och regionen Región del Maule, i den södra delen av landet, 300 km söder om huvudstaden Santiago de Chile. Parral Villa Baviera Airport ligger 324 meter över havet.
Terrängen runt Parral Villa Baviera Airport är varierad. Runt Parral Villa Baviera Airport är det glesbefolkat, med 18 invånare per kvadratkilometer.. 
I omgivningarna runt Parral Villa Baviera Airport växer i huvudsak städsegrön lövskog.